# جمعية علم النفس الاجتماعي التجريبي
جمعية علم النفس الاجتماعي التجريبي ( SESP ) منظمة عالمية لعلماء الاجتماع تأسست عام 1965، بهدف تطوير وربط النظريات في علم النفس الاجتماعي، ونشر المعرفة به، فهي تنشر عدد من المجلات العلمية منها مجلة علم النفس الاجتماعي التجريبي، وعلم النفس الاجتماعي، وعلم نفس الشخصية، وقد كان أول رئيس لها إدوين ب. هولاندر. وقد ساهم هولاندر وزميله إدغار فيناكي ونحو 35 عالمًا نفسيًا اجتماعيًا في تطوير المنظمة، ويجتمع العلماء سنويا للمناقشات وطرح الآراء، ومشاركة الاهتمامات البحثية بين أعضاء الجمعية. وهناك شروط للانضمام لجمعية علم النفس الاجتماعي التجريبي، من ضمنها أن يكون المتقدم طبيبًا نفسيًا اجتماعيًا، وأن يساهم بفاعلية في علم النفس الاجتماعي، وأن يتم ترشيحه من قبل علماء آخرين.

## التاريخ
تأسست جمعية علم النفس الاجتماعي التجريبي عام 1965 من قبل إدوين بى هولاندر وزميله إدغار فيناكي.  كانت الجمعيات النفسية في ذلك الوقت مثل جمعية علم النفس الأمريكية كبيرة جدًا. وشملت العديد من مجالات علم النفس المختلفة. يعتقد هولاندر أنه سيكون من المفيد تكوين مجموعة أصغر من علماء الاجتماع، تركز بشكل أساسي على البحث التجريبي. نظرًا لأن المجتمعات النفسية في ذلك الوقت كانت واسعة وشاملة للغاية، فإن ذلك سيسمح لمنظمة أصغر أن يكون لها حوار أكثر حميمية حول علم النفس الاجتماعي، وسيمنح المنظمة المزيد من المرونة والحرية. وقد عقد أول اجتماع لدراسة جدوى وقيمة الجمعية في شيكاغو في 1 مايو 1965. وحضره كل من ويليام ماكغواير وألبرت بيبيتون ومارفن شو وعزرا ستوتلاند وفريد سترودتبك ودبليو إدغار فيناكي ورئيسها إدوين ب. هولاندر.

## روابط خارجية
- الموقع الرسمي